# RBD
RBDは、メキシコ出身の音楽グループ。2004年にスペイン語圏最大のテレビ局「テレビサ」で放送が開始された学園ドラマ『レベルデ』の出演者によって結成された。メンバーは男女各3人の計6人で構成される。
スペイン語のデビューアルバム『Rebelde』（2004年）はラテン各国とアメリカのラテン・マーケットで600万枚を売り上げ、2006年のビルボード・ラテン・ミュージック・アウォーズ (Billboard Latin Music Awards) の「ベスト・ポップ・アルバム・オブ・ザ・イヤー」を受賞した。
スペイン語のセカンドアルバム『Nuestro Amor』（2005年）はラテン・グラミー賞にノミネートされ、全世界で120万枚を売り上げた。
「México, México」は、2006年にドイツで開催されたFIFAワールドカップのメキシコサッカーチームの公式ソングとなった。
現在はスペイン語圏だけでなく、世界で最も人気のある音楽グループであった。RBDは4年間以上5700万レコードと1700万以上のデジタルシングル販売
日本では、2006年の英語アルバム『Rebels』の日本国内版として、2007年3月21日に『WE ARE☆RBD』がEMIミュージック・ジャパンから発売されている。

## メンバー
- アナイ（Anahí, 1983年5月14日-）
- ドゥルセ（Dulce María, 1985年12月6日-）
- マイテ（Maite, 1983年3月9日-）
- アルフォンソ（Alfonso, 1983年8月28日-）
- クリストファー（Christopher, 1986年10月21日-）
- クリスチャン（Christian, 1983年8月11日-）

## 主要作品
- 2004: Rebelde
- 2005: Tour Generación RBD En Vivo
- 2005: Nuestro Amor
- 2006: Live In Hollywood
- 2006: Celestial
- 2006: Rebels
- 2007: Empezar Desde Cero
- 2008: Best of / Greatest Hits
- 2009: Para Olvidarte de Mí